# Obeidia libellulalis
Obeidia libellulalis là một loài bướm đêm trong họ Geometridae.